# 皮肤线虫属
皮肤线虫属（学名：Anatrichosoma）为鞭形科的一个属。

## 下属物种
本属包括以下物种：
- 猿猴皮肤线虫 Anatrichosoma cutaneum